# Leo Stanton Rowe

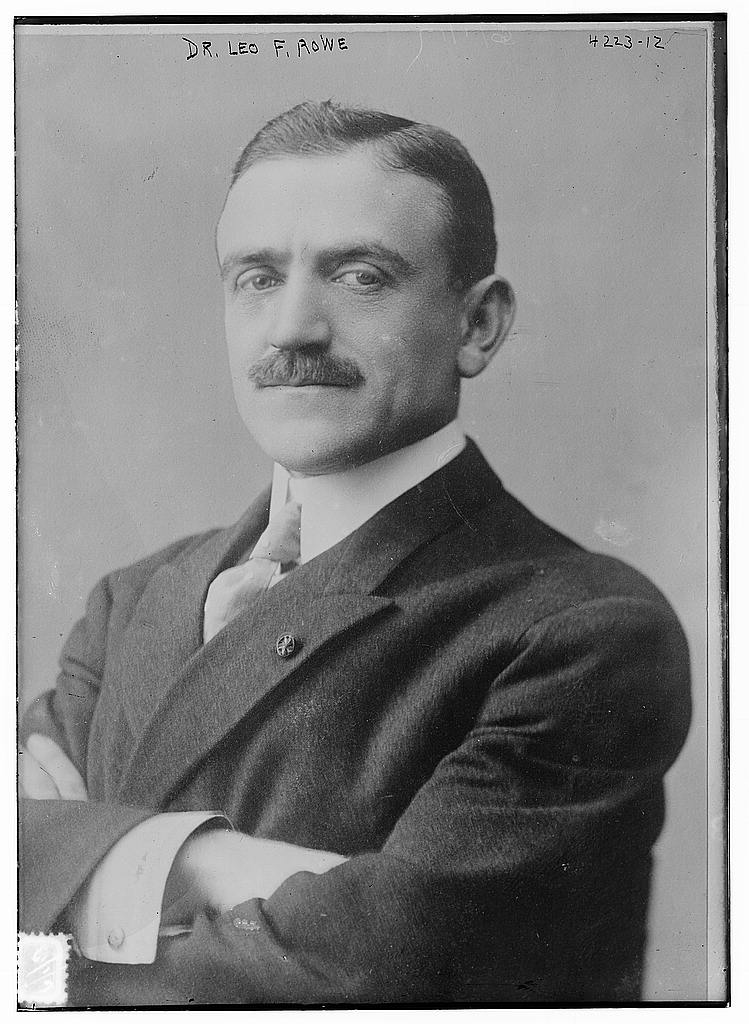
Leo Rowe, 1917

Leo Stanton Rowe (* 17. September 1871 in McGregor, Iowa; † 5. Dezember 1946 in Washington, D.C.) war Generaldirektor der Panamerikanischen Union. 1920/21 amtierte er als Präsident der American Political Science Association (APSA).
Rowe machte das Bachelor-Examen (Philosophie) 1890 an der University of Pennsylvania. Danach ging er für mehrere Jahre nach Europa, besuchte unter anderen Frankreich, Italien, Österreich und Deutschland. In Deutschland wurde er 1893 an der Universität Halle promoviert. Nach seiner Rückkehr in die USA schloss sich ein Jurastudium an der University of Pennsylvania an. Danach wurde er Mitarbeiter der US-Regierung und amtierte von 1917 bis 1919 als stellvertretender Finanzminister (Assistant Secretary of the Treasury), lehrte aber auch Politikwissenschaft an verschiedenen Hochschulen und erhielt mehrere Ehrendoktortitel von Universitäten in Nord- und Südamerika. 1920 wurde er Generaldirektor der Panamerikanischen Union, aus der später die Organisation Amerikanischer Staaten OAS wurde. Von 1902 bis 1930 war Rowe Präsident der American Academy of Political and Social Science.
1932 wurde Rowe in die American Academy of Arts and Sciences gewählt.

## Schriften
- The federal system of the Argentine Republic. The Carnegie Institution, Washington 1921.
- Early effects of the war upon the finance, commerce and industry of Peru. Oxford University Press, New York 1920.
- Problems of city government. D. Appleton, New York 1908.
- The United States and Porto Rico. Arno Press, New York 1904.